# Sakknovella (film, 1959)
| ---                                       | ---                                       |
| Kattints az alábbi külső linkek egyikére! | Kattints az alábbi külső linkek egyikére! |
| ----------------------------------------- | ----------------------------------------- |
| Nem található szabad kép.(?)              |                                           |
| külső link · jogvédett                    | [- -]                                     |

A Sakknovella egy 1959-ben bemutatott fekete-fehér magyar tévéfilm Várkonyi Zoltán rendezésében, A film forgatókönyve Stefan Zweig azonos című kisregényéből készült, a cselekmény kisebb egyszerűsítésekkel követi az eredeti művet. A film szereplői a kor közismert, népszerű színpadi színészei. A történet egy utasszállító luxushajó fedélzetén játszódik, ahol mások mellett maga a sakkvilágbajnok is utazik. Egy sakkjátszma súlyos emlékeket hoz a felszínre. Ez volt Major Tamás első televíziós főszereplése 
Szerepe, Von Beck úr (az eredeti műben Dr. B) a történeten belül igen hangsúlyos: a kerettörténetbe ágyazva önálló monológot, egyfajta monodrámát ad elő, a fogvatartói által teljes elszigeteltségbe kényszerített intellektus lelki szenvedését, az egyéniség torzulását drámai erővel bemutatva. Stefan Zweig író, aki az eredeti történetet egyes szám első személyben meséli el, a filmben saját nevén szerepel, Pálos György alakításában.

## Cselekmény
A kerettörténet Ausztria német megszállása után, egy Európából Dél-Amerikába tartó luxus tengerjáró hajón játszódik. Több híresség utazik a hajón, köztük Stefan Zweig, a híres osztrák író és felesége, akik brazíliai emigrációba tartanak. Több utas sakkpartival múlatja az időt. Egy újságíró kideríti, hogy Mirko Czentovic, a sakk-világbajnok is a hajón tartózkodik. McConnor, a dúsgazdag skót mérnök, lelkes amatőr sakkozó nyomban meghívja a rátarti és pénzéhes profit, hogy játsszon néhány partit az amatőrökkel. A Czentovic által kikötött pénzdíjat a skót könnyedén kifizeti.
A kitűzött időben a játékosok összegyűlnek a hajó szalonjában. Mivel csak egy sakktábla van, Czentovic felajánlja, hogy a jelen lévők közösen játsszanak őellene. Az első játszmában a profi Czentovic rövidesen felülkerekedik, az amatőrök csoportja reménytelennek tűnő állásba kerül. Ekkor egy új utas, aki eddig csak figyelte a játékot, beavatkozik: Azt mondja, ő felismerte, hogy ugyanebből az állásból egy korábbi világbajnoki versenyen ki lehetett törni. Vezérrel támadó lépést javasol, és megjósolja, mit fog lépni erre a világbajnok. Az amatőrök követik tanácsát. A lépés zavarba hozza Czentovicot: pontosan úgy reagál, ahogy az ismeretlen előre megmondta. Az állás megfordul, az ismeretlen következő lépésére a világbajnok súlyos hátrányba kerül, és remis-t (döntetlent) ajánl. A fellelkesült McConnor felkínálja a revansot, és meghívja az ismeretlent, csatlakozzon csapatukhoz. AZ illető azonban elhárítja a meghívást. Van Beck néven mutatkozik be és bocsánatot kér, hogy faragatlan módon, kéretlenül megzavarta mások sakkjátszmáját. Elmondja, hogy diákkora óta sohasem sakkozott mások ellen, és nem is lenne szabad játszania. Beck távozása után Czentovic, hogy tekintélyét mentse, azt állítja, előnyt adott ennek a „tehetséges amatőrnek”. A társaság megállapodik a másnapi revansban. McConnor állja a költségeket, az író (Stefan Zweig) pedig magára vállalja, hogy meggyőzi Becket, térjen vissza a játékhoz.
Beck elmeséli történetét az írónak. Bécsben dolgozott ügyvédként, gazdag zsidó személyek és szervezetek vagyonát kezelte. Már az Anschlusst megelőző években is figyeltette az osztrák hivatásrendi állam rendőrsége. A németek bevonulása után a Gestapo letartóztatta. A Hotel Metropolba vitték, melyet Gestapo-főhadiszállássá és kihallgatóközponttá alakítottak át. A németek a zsidó vagyont és annak tulajdonosait keresték. Becket heteken át magánzárkában tartották, hogy a teljes bezártság és elszigeteltség megtörje lelkierejét. A külvilágtól való teljes elzártság, a bizonytalanságban tartás valóban kikezdte Beck belső tartását, és a kihallgatásokon egyre nehezebben állt ellen a faggatásnak. Véletlen folyamán hozzáfért egy sakkfeladványokat tartalmazó könyvecskéhez, amit elrejtett őrei elől, és jobb híján ennek olvasásával és elemzésével tartotta mozgásban elméjét. Bár maga nem volt jó sakkozó, idő múltával teljesen a feladványok rabjává vált. Először fejben oldotta meg az állásokat, azután kenyérbélből figurákat készített, és lejátszotta az összes játszmát. Gyakran önmaga ellen játszott, mindkét játékos fejével egyszerre és felváltva gondolkozva. A játszmákat fejben tartva és a lépéseket folyamatosan felidézve védekezett az őt megtörni akaró kihallgatók ellen. Fejében állandóan kétszáznál több sakkparti keringett, melyeket új és új és lépéskombinációkkal próbált megnyerni. Agyában a veszélyeztetett sakkbábuk emberi életre keltek és életük megmentéséért könyörögtek. A rögeszmés elmejáték végül idegösszeomlásba, az elmebaj határára sodorta Becket. Kórházba került, jóindulatú orvosok beszámíthatatlannak nyilvánították, a Gestapo végül elengedte. Beck azzal zárja emlékezését, hogy orvosai szigorúan eltiltották a sakkjátéktól. Zweig nagy nehezen mégis rábeszéli, hogy még egyetlen egy sakkpartit játsszon a világbajnok ellen.
Másnap Beck és Czentovic leülnek játszani. Rövidesen megmutatkozik Beck fölénye a világbajnokkal szemben. A játszma lassan halad, mert a sarokba szorított Czentovic egyre hosszabb ideig gondolkodik, mielőtt lépne, miközben Beck kapkodva, türelmetlenül, egyre idegesebben játszik, alig tudja kivárni ellenfele lépését, és szinte azonnal, gondolkodás nélkül tolja saját bábuját. Czentovic felismeri, hogy fel kell őrölnie ellenfele idegeit. Beck sürgetését elhárítva a világbajnok most már minden lépése előtt kihasználja a maximális gondolkodási időt. Beck idegei felmondják a szolgálatot, hibásat lép. Senki sem érti, mi történt, Beck pedig felháborodva magyarázni kezdi, hogy a táblán a bábuk nem ott állnak, ahol állniuk kellene, ellenfele összekeverte az állást. Aztán rádöbben, hogy agyában már régen lejátszotta az egész partit és újabbat kezdett, elméjében ismét a régi, fejben lejátszott sakkjátszmák kavarodnak elő. Lehiggad, beismeri, hogy vesztett, bocsánatot kér a résztvevőktől, megfogadja, hogy soha többé nem bocsátkozik sakkjátszmába, és némán eltávozik.
Czentovic önelégülten nyugtázza, hogy „ilyen tehetséges dilettánssal” még nem volt dolga. Zweig, az író tudja, milyen élmények zaklatták fel Becket. Naplójába feljegyzi, hogy a rémisztő múlt, amelyet mindketten maguk mögött akartak hagyni, íme, ide is utánuk jött.

## Főbb szereplők
| Szerep                          | Színész                               |
| ------------------------------- | ------------------------------------- |
| Stefan Zweig osztrák író        | Pálos György                          |
| Zweig felesége                  | Náray Teri                            |
| Dr. Von Beck bécsi ügyvéd       | Major Tamás                           |
| Mirko Czentovic sakkvilágbajnok | Ungváry László                        |
| McConnor skót mérnök            | Kovács Károly                         |
| Újságíró                        | Bárdy György                          |
| Hajóskapitány                   | Gönczöl János                         |
| Gépírónő                        | Korompai Vali                         |
| Steward                         | Szatmári István                       |
| Sakkjátékosok                   | Fenyő Emil Lázár Tihamér Tallós Endre |
| SS-tisztek                      | Kamarás Gyula Dömsödi János           |

## További információ
- Sakknovella a PORT.hu-n (magyarul)
- Sakknovella az Internet Movie Database-ben (angolul)
- Sakknovella a Box Office Mojón (angolul)
- Sakknovella, film, 1958. Mafab.hu. (Hozzáférés: 2023. október 30.)